# Trebnitz (Merseburg)
Trebnitz ist ein Ortsteil der Stadt Merseburg im Saalekreis.

## Lage

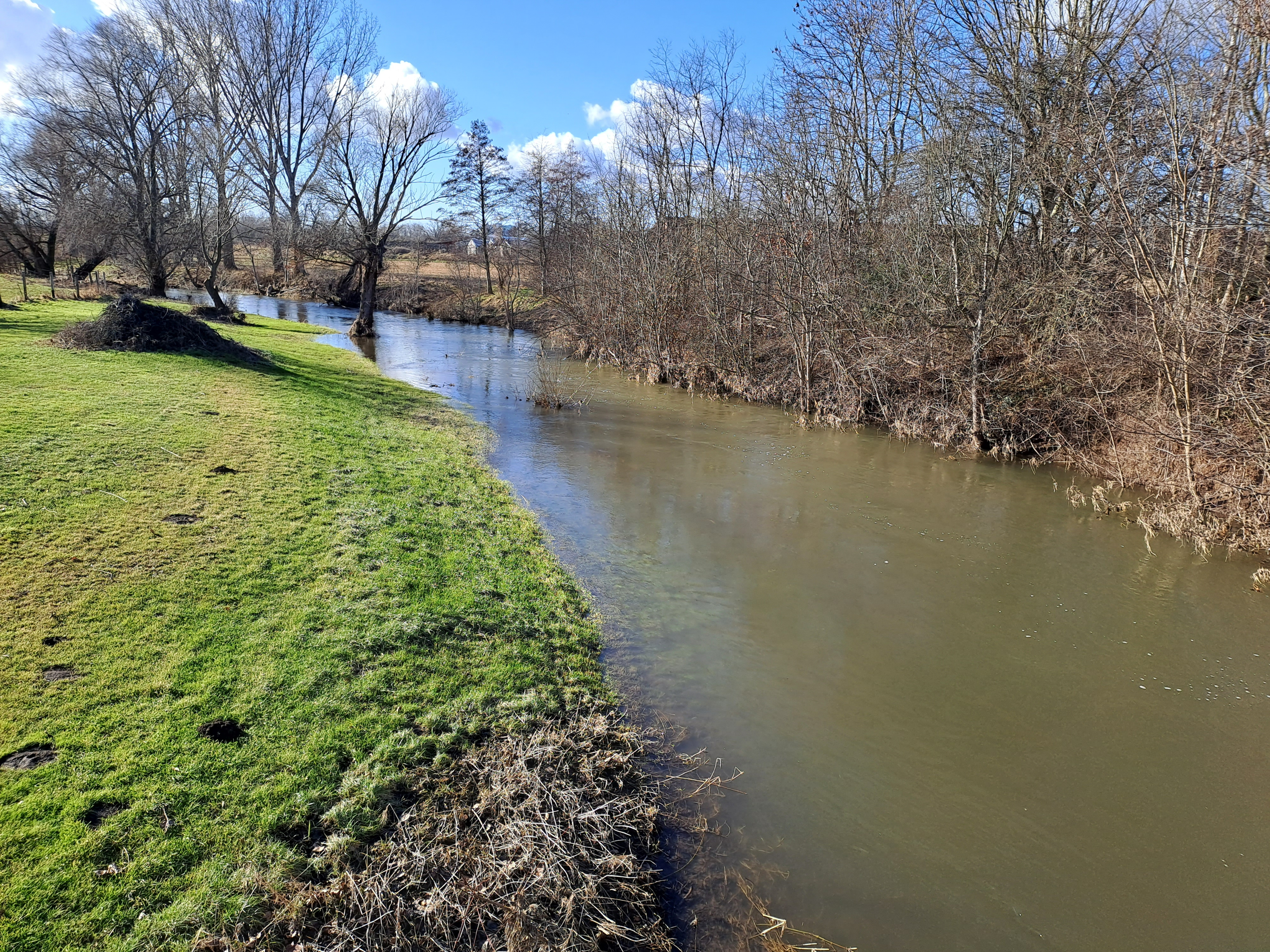
Alte Saale in Trebnitz

Das Straßendorf liegt südöstlich der Kernstadt von Merseburg jenseits der Saale nahe dem Mittelkanal und an der Alten Saale. Nordwestlich von Trebnitz befindet sich das Gut Werder.

## Geschichte
Trebnitz gehörte bis 1815 zum hochstiftlich-merseburgischen Amt Merseburg, das seit 1561 unter kursächsischer Hoheit stand und zwischen 1656/57 und 1738 zum Sekundogenitur-Fürstentum Sachsen-Merseburg gehörte. Durch die Beschlüsse des Wiener Kongresses kam der Ort im Jahr 1815 zu Preußen und wurde 1816 dem Kreis Merseburg im
Regierungsbezirk Merseburg der Provinz Sachsen zugeteilt.
Ein Luftangriff am 6. Dezember 1944 zerstörte den Ort zu 95 %. Die Dorfkirche, ein romanischer Bruchsteinbau, verlor durch eine Sprengbombe den Turm, das Dach wurde zerstört, die Holztonne beschädigt und die Orgel vernichtet. Beim Wiederaufbau wurde der Turm weggelassen.
Die früher selbständige Gemeinde wurde am 20. Juli 1950 nach Kreypau eingemeindet und kam 2003 zu Merseburg.

## Politik
Ortsbürgermeister ist Andreas Zieger (SPD). Er vertritt die Wählervereinigung "Bürger für Trebnitz" im Ortschaftsrat.